# Liste der Handfeuerwaffen/A
Übersicht in Referenzwerken zu "Handfeuerwaffen A"

## AA…
- A-91 (Russland – Kompaktes Sturmgewehr – 5,45 × 39 mm, 5,56 × 45 mm, 7,62 × 39 mm, 9 × 39 mm)
- AA-52 (Frankreich – MG – 7,5 × 54 mm)
  - AA 7.62 F1 (Frankreich – MG – 7,62 × 51 mm NATO)
- AAA Leader Dynamics SAC (Australien – Selbstladekarabiner – 5,56 × 45 mm NATO)
- AAA Leader Dynamics SAP (Australien – Pistole – 5,56 × 45 mm NATO)
- AAI ACR (Vereinigte Staaten – Sturmgewehr – 5,56 × 45 mm Flechette)
- AAI CAWS (Vereinigte Staaten – Flinte – Kaliber 12 Flechette)
- AAI OICW (Vereinigte Staaten – Sturmgewehr/Granatwerfer – 5,56 × 45 mm NATO / 20 × 28 mm)
- AAI SBR (Vereinigte Staaten – Sturmgewehr – 4,32 × 45 mm)
- AAI SFR (Vereinigte Staaten – Sturmgewehr – 5,56 × 45 mm RF Flechette)
  - AAI XM19 (Vereinigte Staaten – Sturmgewehr – 5,56 × 45 mm RF Flechette)
  - AAI XM70 (Vereinigte Staaten – Sturmgewehr – 5,56 × 45 mm RF Flechette)
- AAI SPIW (Vereinigte Staaten – Sturmgewehr/Granatwerfer – 5,56 × 45 mm RF Flechette/40 × 46 mm)

## Accuracy International
- Accuracy International Arctic Warfare (Vereinigtes Königreich – Repetiergewehr – 7,62 × 51 mm NATO)
  - Accuracy International Psg 90 (Vereinigtes Königreich – Repetiergewehr – 7,62 × 51 mm NATO – Scharfschützengewehr der schwedischen Streitkräfte)
  - Accuracy International AWP (Vereinigtes Königreich – Repetiergewehr – 7,62 × 51 mm NATO)
- Accuracy International AWM (Vereinigtes Königreich – Repetiergewehr – 7 mm Remington Magnum, .300 Winchester Magnum und .338 Lapua)
  - G22 (Vereinigtes Königreich – Repetiergewehr – .300 Winchester Magnum – Scharfschützengewehr der Bundeswehr)
  - L115A1 (Vereinigtes Königreich – Repetiergewehr – .338 Lapua – Scharfschützengewehr der britischen Streitkräfte)
- Accuracy International AWS (Vereinigtes Königreich – Repetiergewehr – 7,62 × 51 mm NATO)
- Accuracy International AWS-Covert (Vereinigtes Königreich – Repetiergewehr – 7,62 × 51 mm NATO)
- Accuracy International PM (Vereinigtes Königreich – Repetiergewehr – 7,62 × 51 mm NATO)
  - L96A1 (Vereinigtes Königreich – Repetiergewehr – 7,62 × 51 mm NATO – Scharfschützengewehr der britischen Streitkräfte)

## Accu-Tek
- Accu-Tek AT32 (Vereinigte Staaten – Pistole – 7,65 × 17 mm)
- Accu-Tek AT380 (Vereinigte Staaten – Pistole – 9 × 17 mm)
- Accu-Tek BL9 (Vereinigte Staaten – Pistole – 9 × 19 mm)
- Accu-Tek HC380 (Vereinigte Staaten – Pistole – 9 × 17 mm)
- Accu-Tek XL9 (Vereinigte Staaten – Pistole – 9 × 19 mm)

## AC…
- ACS Hezi SM-1 (Israel – Selbstladekarabiner – .30 Carbine: Advanced Combat Systems Ltd. M1 Carbine Bullpup Conversion)

## Adams
- Adams Mk2 (Vereinigtes Königreich – Revolver – .450 Adams)
- Adams Mk3 (Vereinigtes Königreich – Revolver – .450 Adams)
- Adams Mk4 (Vereinigtes Königreich – Revolver – .450 Adams)
- Adams-Wilmont (Vereinigtes Königreich – Flugzeug-MG – .303 British)

## AD…
- Adasa Maschinenpistole (Spanien – Maschinenpistole – 9 × 23 mm Largo)
- ADI F-88 (Australien – Sturmgewehr – 5,56 × 45 mm NATO: Lizenzproduktion der Steyr AUG)
- ADI F-89 (Australien – MG – 5,56 × 45 mm NATO: Lizenzprodukt der FN Minimi)

## Adler
- Adler AP70 (Italien – Selbstladegewehr – .22lfB)
- Adler AP85 (Italien – Selbstladegewehr – .22lfB)
- Adler FAMAS 22 (Italien – Selbstladegewehr – .22lfB)
- Adler T-26 (Italien – Selbstladegewehr – .30-06: M1 Garand Conversion)

## AE…
- AE 732 (Pistole)
- AEK-971 (Russland – Sturmgewehr – 5,45 × 39 mm)
- AEK-972 (Russland – Sturmgewehr – 5,56 × 45 mm)
- AEK-973 (Russland – Sturmgewehr – 7,62 × 39 mm)

## AG…
- AG-3 (Norwegen – Schnellfeuergewehr – 7,62 × 51 mm NATO: Lizenzproduktion HK G3)
- Ag 90 (Vereinigte Staaten – Selbstladegewehr – 12,7 × 99 mm NATO: Barrett M82A1 in Schwedischer Armee)
- Agram 2000 (Kroatien – Maschinenpistole – 9 × 19 mm)
- Agram 2002 (Kroatien – Maschinenpistole – 9 × 19 mm)

## AK…
- Ak 4 (Schweden – Sturmgewehr – 7,62 × 51 mm NATO: Lizenzproduktion der HK G3)
- Ak 5 (Schweden – Sturmgewehr – 5,56 × 45 mm NATO: Lizenzproduktion der FN FNC)
  - Ak 5B (Schweden – Sturmgewehr – 5,56 × 45 mm NATO)
  - Ak 5C (Schweden – Sturmgewehr – 5,56 × 45 mm NATO)
  - Ak 5D (Schweden – Verkürztes Sturmgewehr – 5,56 × 45 mm NATO)

## AK – Awtomat Kalaschnikow
- AK-47 (Sowjetunion – Sturmgewehr – 7,62 × 39 mm)
  - AKM (Sowjetunion – Sturmgewehr – 7,62 × 39 mm)
  - AKS-47 (Sowjetunion – Sturmgewehr – 7,62 × 39 mm)
  - AKSU-47 (Sowjetunion – Verkürztes Sturmgewehr – 7,62 × 39 mm)
- AK-74 (Sowjetunion – Sturmgewehr – 5,45 × 39 mm)
  - AK-74M (Sowjetunion – Sturmgewehr – 5,45 × 39 mm)
    - AK-105 (Sowjetunion – Verkürztes Sturmgewehr – 5,45 × 39 mm: Kurzversion der AK-74M)

  - AKS-74 (Sowjetunion – Sturmgewehr – 5,45 × 39 mm)
  - AKSU-74 (Sowjetunion – Verkürztes Sturmgewehr – 5,45 × 39 mm)
  - AKSU-74N (Sowjetunion – Verkürztes Sturmgewehr – 5,45 × 39 mm)
  - AKS-74UB (Sowjetunion – Verkürztes Sturmgewehr/Granatwerfer – 5,45 × 39 mm/30 × 29 mm B)
- AK-101 (Sowjetunion – Sturmgewehr – 5,56 × 45 mm NATO)
  - AK-102 (Sowjetunion – Verkürztes Sturmgewehr – 5,56 × 45 mm NATO:)
- AK-103 (Sowjetunion – Sturmgewehr – 7,62 × 39 mm)
  - AK-104 (Sowjetunion – Verkürztes Sturmgewehr – 7,62 × 39 mm)
- AK-107 (Sowjetunion – Sturmgewehr 5,45 × 39 mm)
  - AK-108 (Sowjetunion – Sturmgewehr 5,56 × 45 mm NATO)
- Akaba (Ägypten – Maschinenpistole – 9 × 19 mm: ägyptische Lizenz der Carl Gustaf M/45)

## AL…
- AL-4 (Russland – Sturmgewehr – 5,45 × 39 mm: Experimental)
- AL-7 (Russland – Sturmgewehr – 5,45 × 39 mm: Experimental)
- Al-Kadisa (Iraq – Selbstladegewehr – 7,62 × 54 mmR)
- Albini-Braendlin M1867 (Belgien – Einzelladergewehr – 11 × 50 mm R Albini)
- Albini-Braendlin M1873 (Belgien – Einzelladergewehr – 11 × 50 mm R Albini)
- Albini-Braendlin M1873 Kurze Rifle (Belgien – Einzelladerkarabiner – 11 × 42 mmR)
- Albini-Braendlin M1880 (Belgien – Einzelladergewehr – 11 × 50 mm R Albini)
- Alfa GP-1 (Brasilien – Maschinenpistole – 9 × 19 mm)
- Alfa Model 44 (Spanien – Maschinengewehr – 7,92 × 57 mm)
- Alfa Model 55 (Spanien – Maschinengewehr – 7,62 × 51 mm NATO)
- ALFA Model 2230 (Tschechische Republik – Revolver – .32 S&W Long)
- ALFA Combat (Tschechische Republik – Pistole – 9 × 19 mm, .40 S&W, & .45 ACP)
- ALFA Defender (Tschechische Republik – Pistole – 9 × 19 mm, .40 S&W, & .45 ACP)
- ALGIMEC AGMi (Italien – Selbstlade Karabiner – 9 × 19 mm)
- Allin-Springfield M1866 (Vereinigte Staaten – Einzelladergewehr – .50-70 Government)
- Allin-Springfield M1873 (Vereinigte Staaten – Einzelladergewehr – .45-70 Government)
- Allin-Springfield M1879 (Vereinigte Staaten – Einzelladergewehr – .45-70 Government)
- Allin-Springfield M1879 Carbine (Vereinigte Staaten – Einzelladerkarabiner – .45-70 Government)
- Allin-Springfield M1884 (Vereinigte Staaten – Einzelladergewehr – .45-70 Government)
- Allin-Springfield M1884 Carbine (Vereinigte Staaten – Einzelladerkarabiner – .45-70 Government)
- Allin-Springfield M1889 (Vereinigte Staaten – Einzelladergewehr – .45-70 Government)

## AM…
- AMAC M600 (Vereinigte Staaten – Repetiergewehr – 12,7 × 99 mm NATO)
- AMD 65 (Hungary – Sturmgewehr – 7,62 × 39 mm)
- American 180 (Vereinigte Staaten – Maschinenpistole – .22lfB)
  - American SAR 180/275 (Vereinigte Staaten – Selbstladekarabiner – .22lfB)
- American Arms PK22 (Vereinigte Staaten – Pistole – .22lfB)
- AMP Technical Services DSR-1 (Deutschland – Repetiergewehr – 7,62mm NATO (.308Win), .300 Win Mag, .338 Lapua)
- AMSD OM 50 Nemesis (Schweiz – Einzelladergewehr – 12,7 × 99 mm NATO)

## AMT
- AMT Automag II (Vereinigte Staaten – Pistole – .22 Magnum)
- AMT Automag III (Vereinigte Staaten – Pistole – .30 Carbine& 9 mm Winchester Magnum)
- AMT Automag IV (Vereinigte Staaten – Pistole – 10 mm iAi Magnum & .45 Winchester Magnum)
- AMT Automag V (Vereinigte Staaten – Pistole – .440 CorBon & .50 Action Express)
- AMT Backup .380 (Vereinigte Staaten – Pistole – 9 × 17 mm)
- AMT Backup (Vereinigte Staaten – Pistole – .45 ACP)
- AMT Hardballer (Vereinigte Staaten – Pistole – .45 ACP)
- AMT Hardballer Longslide (Vereinigte Staaten – Pistole – .45 ACP)
- AMT On Duty (Vereinigte Staaten – Pistole – 9 × 19 mm & .40 S&W)

## AN…
- AN11 TISS (Russland – Verkürztes Sturmgewehr – 9 × 39 mm)
- AN-94 (Russland – Sturmgewehr – 5,45 × 39 mm: Abakan)
- Andrews Maschinenpistole (Vereinigtes Königreich – Maschinenpistole – 9 × 19 mm)
- Anschütz LG 2002 Luftgewehr 4,5 mm
- Anschütz Match 54
- Anschütz Match 64
- Anschütz 275 Federdruckgewehr 4,4mm
- Anschütz 276 Federdruckgewehr 4,4mm

## AO…
- AO-18
- AO-27 (Russland – Sturmgewehr – 10 × 54 mm R)
- AO-31 (Russland – Sturmgewehr – 7,62 × 39 mm)
- AO-35 (Russland – Sturmgewehr)
- AO-38 (Russland – Sturmgewehr – 5,45 × 39 mm)
- AO-44 (Russland – Reihenfeuerpistole – 9 × 18 mm)
- AO-46 (Russland – Sturmgewehr – 5,45 × 39 mm)
- AO-62 (Russland – Sturmgewehr – 5,45 × 39 mm)
- AO-63 (Russland – Sturmgewehr – 5,45 × 39 mm)
- AO-65 (Russland – Sturmgewehr – 5,45 × 39 mm)
- AO-222 (Russland – Sturmgewehr – 5,45 × 39 mm)

## AP…
- AP-9 (Pistole – 9 × 19 mm)
- APS Stetschkin (Russland – Reihenfeuerpistole – 9 × 18 mm)
- APS Underwater Assault Rifle (Russland – Sturmgewehr – 5,66 × 29 mm MPS)

## Arisaka
- Arisaka Typ 30 (Japan – Repetiergewehr – 6,5 × 50 mm HR)
- Arisaka Typ 38 (Japan – Repetiergewehr – 6,5 × 50 mm HR)
- Arisaka Typ 99 (Japan – Repetiergewehr – 7,7 × 58 mm)

## Armaguerra Cremona
- Armaguerra Cremona OG44 (Italien – Maschinenpistole – 9 × 19 mm)
- Armaguerra Cremona FNAB-43 (Italien – Maschinenpistole – 9 × 19 mm)
- Armaguerra Cremona TZ45 (Italien – Maschinenpistole – 9 × 19 mm)

## Armalite
- Armalite AR-1 (Vereinigte Staaten – Repetiergewehr – 7,62 × 51 mm NATO)
- Armalite AR-2 (Vereinigte Staaten)
- Armalite AR-3 (Vereinigte Staaten – Selbstladegewehr – 7,62 × 51 mm NATO)
- Armalite AR-4 (Vereinigte Staaten)
- Armalite AR-5 (Vereinigte Staaten – Repetiergewehr – .22 Hornet)
- Armalite AR-7 (Vereinigte Staaten – Repetiergewehr – .22lfB)
- Armalite AR-8 (Vereinigte Staaten – Repetiergewehr – .270 Winchester)
- Armalite AR-9 (Vereinigte Staaten – Selbstladeflinte – Kaliber 12)
- Armalite AR-10 (Vereinigte Staaten – Schnellfeuergewehr – 7,62 × 51 mm NATO)
  - Armalite AR-10(T) (Vereinigte Staaten – Selbstladegewehr – 7,62 × 51 mm NATO)
  - Armalite AR-10A2 Carbine (Vereinigte Staaten – Selbstladekarabiner – 7,62 × 51 mm NATO)
  - ArmaLite AR-10A4 Carbine (Vereinigte Staaten – Selbstladekarabiner – 7,62 × 51 mm NATO)
  - Armalite AR-10B (Vereinigte Staaten – Selbstladegewehr – 7,62 × 51 mm NATO)
- Armalite AR-11 (Vereinigte Staaten – Sturmgewehr – .222 Remington)
- Armalite AR-12 (Vereinigte Staaten – Schnellfeuergewehr – 7,62 × 51 mm NATO)
- Armalite AR-13 (Vereinigte Staaten – Maschinengewehr)
- Armalite AR-14 (Vereinigte Staaten – Selbstladegewehr – .243 Winchester, 7,62 × 51 mm NATO, & .358 Winchester)
- Armalite AR-15 (Vereinigte Staaten – Sturmgewehr – 5,56 × 45 mm NATO)
  - Armalite M15A2 National Match (Vereinigte Staaten – Selbstladegewehr – 5,56 × 45 mm NATO)
- Armalite AR-16 (Vereinigte Staaten – Schnellfeuergewehr – 7,62 × 51 mm NATO)
- Armalite AR-17 (Vereinigte Staaten – Selbstladeflinte – Kaliber 12)
- Armalite AR-18 (Vereinigte Staaten – Sturmgewehr – 5,56 × 45 mm NATO)
  - Armalite AR-18S (Vereinigte Staaten – Verkürztes Sturmgewehr – 5,56 × 45 mm NATO)
  - Armalite AR-180 (Vereinigte Staaten – Selbstladegewehr – 5,56 × 45 mm NATO)
- Armalite AR-24 (Vereinigte Staaten – Pistole – 9 × 19 mm)
- Armalite AR-30 (Vereinigte Staaten – Einzelladergewehr – verschiedene Kaliber)
- Armalite AR-50 (Vereinigte Staaten – Einzelladergewehr – 12,7 × 99 mm NATO)

## Armscor
- ARMSCOR AK 47/22 (Philippinen – Selbstladegewehr – .22lfB)
- ARMSCOR M16/22 (Philippinen – Selbstladegewehr – .22lfB)
- ARMSCOR M200 (Philippinen – Revolver)
- ARMSCOR M202 (Philippinen – Revolver)
- ARMSCOR M206 (Philippinen – Revolver)
- ARMSCOR M210 (Philippinen – Revolver)
- ARMSCOR GI-Series (Philippinen – Pistole)
- ARMSCOR 1911 Tactical Series (Philippinen – Pistole)
- ARMSCOR Match Series (Philippinen – Pistole)
- ARMSCOR 2011 Tactical Series (Philippinen – Pistole)
- ARMSCOR 22 TCM/Micro Mag Series (Philippinen – Pistole)
- ARMSCOR XT 22 Series (Philippinen – Pistole)
- ARMSCOR Map/Mapp Series (Philippinen – Pistole)

## AR…
- ARAC Maschinenpistole (Spanien – Maschinenpistole – 9 × 19 mm)
- Arcus 94 (Bulgarien – Pistole – 9 × 19 mm)
- Arcus 98 (Bulgarien – Pistole – 9 × 19 mm)
- Ares Shrike (Vereinigte Staaten – lMG – 5,56 × 45 mm NATO)
- ARES-Stoner Model 86 (Vereinigte Staaten – lMG – 5,56 × 45 mm NATO)
- ARES FMG (Vereinigte Staaten – Maschinenpistole – 9 × 19 mm)
- Armalon BGR (Vereinigtes Königreich – Repetiergewehr – .243 Winchester, 7,62 × 51 mm NATO, & .300 Winchester Magnum)
- Armalon PC (Vereinigtes Königreich – Repetiergewehr – 9 × 19 mm, .38 Super, .357 Magnum, .40 S&W, 10 mm Norma, .41 Action Express, .41 Magnum, .44 Magnum, .45 ACP, & .50 Action Express)
- Armalon PR (Vereinigtes Königreich – Repetiergewehr – 5,56 × 45 mm NATO & 7,62 × 51 mm NATO)
- Arminius HW7S (Revolver – .22lfB)
- Armitage Arms Pen Gun (AOW – .25 ACP)
- Armsel Striker 12 (Südafrika – Flinte – Kaliber 12)
- Arms-Tech TTR-50 (Vereinigte Staaten – Repetiergewehr – 12,7 × 99 mm NATO)
- Arms-Tech TTR-700 (Vereinigte Staaten – Repetiergewehr – 7,62 × 51 mm NATO)
- Arms-Tech COMPAK-16 (Vereinigte Staaten – Verkürztes Sturmgewehr – 5,56 × 45 mm NATO)
- Arms Research KF-AMP (Vereinigte Staaten – Maschinenpistole – 9 × 19 mm)
- Armtech FAL SAS (Niederlande – Selbstladekarabiner – 7,62 × 51 mm NATO)
- Armtech HK51 (Niederlande – Selbstladekarabiner – 7,62 × 51 mm NATO)
- Armtech SMOLT (Vereinigte Staaten / Niederlande – Revolver – .357 Magnum)
- Arquebus (Matchlock)
- Arsenal AKSU (Bulgarien – Verkürztes Sturmgewehr – 7,62 × 39 mm)
- Arsenal Bord (Bulgarien – Maschinenpistole – 9 × 18 mm)
- Arsenal Shipka (Bulgarien – Maschinenpistole – 9 × 18 mm)
- Arsenal-USA SSR-99 (Vereinigte Staaten – Selbstladegewehr – 7,62 × 39 mm)
- ARWEN 37 (Vereinigtes Königreich – DA Less Lethal Launcher – 37 mm)
- ARWEN ACE (Vereinigtes Königreich – Single-Shot Less Lethal Launcher – 37 mm)

## AS…
- AS-44 (Sowjetunion – Sturmgewehr – 7,62 × 39 mm)
- AS Wal (Russland – Verkürztes Sturmgewehr – 9 × 39 mm)
- ASAI ONE-PRO 9 (Schweiz – Pistole – 9 × 19 mm)
- ASAI ONE-PRO 45 (Schweiz – Pistole – .400 Cor-Bon & .45 ACP)
- Aserma ADP Mk II (Südafrika – Pistole – 9 × 19 mm)
- Ascaso Pistol (Spanien – Pistole – 9 × 23 mm Largo)
- ASP Pistol (Vereinigte Staaten – Pistole – 9 × 19 mm: Custom S&W Model 39)
- ASP Revolver (Vereinigte Staaten – Revolver – .44 Special: Custom Ruger Speed Six)
- ASTAR MAX 8800 (Spanien – Pistole – 9 × 19 mm)

## Astra
- Astra 200 (Spanien – Pistole – 6,35 mm)
  - Astra Cub (Spanien – Pistole – .22 Short & 6,35 mm)
- Astra 300 (Spanien – Pistole – 7,65 × 17 mm & 9 × 17 mm)
- Astra 3000 (Spanien – Pistole – 7,65 × 17 mm )(Nachfolger der Astra 300)
- Astra 4000 (Spanien – Pistole – 7,65 × 17 mm )(Nachfolger der Astra 3000)
- Astra 400 (Spanien – Pistole – 9 × 23 mm Largo)
  - Astra Model 1921 (Spanien – Pistole – 9 × 23 mm Largo)
  - Astra 600 (Spanien – Pistole – 9 × 19 mm)
  - Astra 900 (Spanien – Pistole – 7,63 × 25 mm)
  - Astra 901 (Spanien – Reihenfeuerpistole – 7,63 × 25 mm)
  - Astra 902 (Spanien – Reihenfeuerpistole – 7,63 × 25 mm)
  - Astra 903 (Spanien – Reihenfeuerpistole – 7,63 × 25 mm)
  - Astra 903E (Spanien – Reihenfeuerpistole – 7,63 × 25 mm)
  - Astra 904 (Spanien – Reihenfeuerpistole – 7,63 × 25 mm)
  - Astra 904F (Spanien – Reihenfeuerpistole – 7,63 × 25 mm)
- Astra A-50 (Spanien – Pistole)
- Astra A-60 (Spanien – Pistole)
- Astra A-70 (Spanien – Pistole – 9 × 19 mm & .40 S&W)
- Astra A-75 (Spanien – Pistole – 9 × 19 mm, .40 S&W, & .45 ACP)
- Astra A-80 (Spanien – Pistole – 7,65 × 21 mm Parabellum, 9 × 19 mm, .38 Super, 9 × 23 mm Largo, & .45 ACP)
- Astra A-90 (Spanien – Pistole – 9 × 19 mm & .45 ACP)
- Astra A-100 (Spanien – Pistole – 9 × 19 mm, .40 S&W, & .45 ACP)
- Astra Cadix (Spanien – Revolver – .38 Special)
- Astra Constable (Spanien – Pistole)
- Astra Falcon (Spanien – Pistole – 7,65 × 17 mm & 9 × 17 mm)
- Astra Firecat (Spanien – Pistole – 6,35 mm)
- Astra Model F (Spanien – Reihenfeuerpistole – 9 × 23 mm Largo)
- Astra Police (Spanien – Revolver – .357 Magnum)

## AT…
- ATAS (Australien – Repetiergewehr – .308 Norma Magnum)
- Atlantic Maschinenpistole (Spanien – Maschinenpistole – .38 Super)
- Atchisson Assault Shotgun (Vereinigte Staaten – Selbstladeflinte – Kaliber 12)

## Austen
- Austen Mk I (Australien – Maschinenpistole – 9 × 19 mm)
  - Austen Mk II (Australien – Maschinenpistole – 9 × 19 mm)

## Australian International Arms
- Australian International Arms M10-A2 (Australien – Repetiergewehr – 7,62 × 39 mm)
- Australian International Arms M42 (Australien – Repetiergewehr – 7,62 × 51 mm NATO)
- Australian International Arms No 4 Mk 4 (Australien – Repetiergewehr – 7,62 × 51 mm NATO)
- Australian International Arms No 4 Mk 4T (Australien – Repetiergewehr – 7,62 × 51 mm NATO)

## AU…
- Auto Mag (Vereinigte Staaten – Pistole – .357 Automag, .41 Jurras Magnum, & .44 Automag)

## AWC
- AWC 10/22 Ultra II (Vereinigte Staaten – Selbstladegewehr – .22lfB)
- AWC Amphibian II (Vereinigte Staaten – Pistole – .22lfB)
- AWC Centurion (Vereinigte Staaten – Repetiergewehr)
- AWC G2 (Vereinigte Staaten – Gewehr – 7,62 × 51 mm NATO)